# Prémio Screen Actors Guild para Melhor Elenco de Dublês numa Série
O Prêmio Screen Actors Guild para Melhor Elenco de Dublês numa série de televisão (Brasil) ou  Prémio Screen Actors Guild para Melhor Elenco de Duplos numa série de televisão (Portugal) (no original em inglês Screen Actors Guild Award for Outstanding Performance by a Stunt Ensemble in a Television Series ) é um prêmio entregue pelo Screen Actors Guild anualmente.

## Vencedores e nomeados

### Década de 2000
| 2007: 24 - Heroes - Lost - Rome - The Unit | 2008: Heroes - The Closer - Friday Night Lights - Prison Break - The Unit | 2009: 24 - Heroes - The Closer - Dexter - The Unit |

### Década de 2010
| 2010: True Blood - Burn Notice - CSI: NY - Dexter - Southland 2011: Game of Thrones - Dexter - Southland - Spartacus: Gods of the Arena - True Blood 2012: Game of Thrones - Boardwalk Empire - Breaking Bad - Sons of Anarchy - The Walking Dead 2013: Game of Thrones - Boardwalk Empire - Breaking Bad - Homeland - The Walking Dead 2014: Game of Thrones - 24: Live Another Day - Boardwalk Empire - Homeland - Sons of Anarchy - The Walking Dead | 2015: Game of Thrones - The Blacklist - Daredevil - Homeland - The Walking Dead 2016: Game of Thrones - Daredevil - Marvel's Luke Cage - The Walking Dead - Westworld 2017: Game of Thrones - GLOW - Homeland - Stranger Things - The Walking Dead 2018: GLOW - Daredevil - Tom Clancy's Jack Ryan - The Walking Dead - Westworld 2019: Game of Thrones - GLOW - Stranger Things - The Walking Dead - Watchmen |

### Década de 2020
2020: The Mandalorian 
- The Boys
- Cobra Kai
- Lovecraft Country
- Westworld

2021: Squid Game 
- Cobra Kai
- Loki
- Mare of Easttown
- The Falcon and the Winter Soldier

2022: Stranger Things 
- Andor
- The Boys
- House of the Dragon
- The Lord of the Rings: The Rings of Power

2023: The Last of Us 
- The Mandalorian
- Beef
- Barry
- Ahsoka

2024: Shōgun 
- Fallout
- The Boys
- The Penguin
- House of the Dragon